# Planejamento ambiental
Planejamento ambiental é um conceito utilizado no contexto de diversas áreas do conhecimento para se referir a processos e mecanismos de sistematização de ações que visam atingir metas e objetivos de caráter ambiental. Suas definições, instrumentos e metodologias têm sido discutidos desde pelo menos a década de 1970 .
João da Silva e Rozely Santos definem planejamento ambiental como "um processo contínuo que envolve coleta, organização e análise sistematizada das informações, por meio de procedimentos e métodos, para se chegar a decisões ou escolhas acerca das melhores alternativas para o aproveitamento dos recursos disponíveis em função de suas potencialidades, e com a finalidade de atingir metas específicas no futuro, tanto em relação a recursos naturais quanto à sociedade." 
Maria Assunção  argumenta que o termo Planejamento Ambiental surgiu no inicio do século XIX com pensadores como John Ruskin na Inglaterra, Viollet-le –Duc na Franca e Henry David Thoreau, George Perkins Marsh, Frederick Law Olmsted e outros nos EUA. Para ela, a definição de Planejamento Ambiental parte do principio do planejamento da valoração e conservação do meio ambiente de um determinado território como base de auto-sustentação da vida e das interações que a mantém, ou seja, das relações ecossistêmicas.
Já Eduardo Pagel Floriano  define Planejamento ambiental como uma organização do trabalho de uma equipe para consecução de objetivos comuns, de forma que os impactos resultantes, que afetam negativamente o ambiente em que vivemos, sejam minimizados e que, os impactos positivos, sejam maximizados.

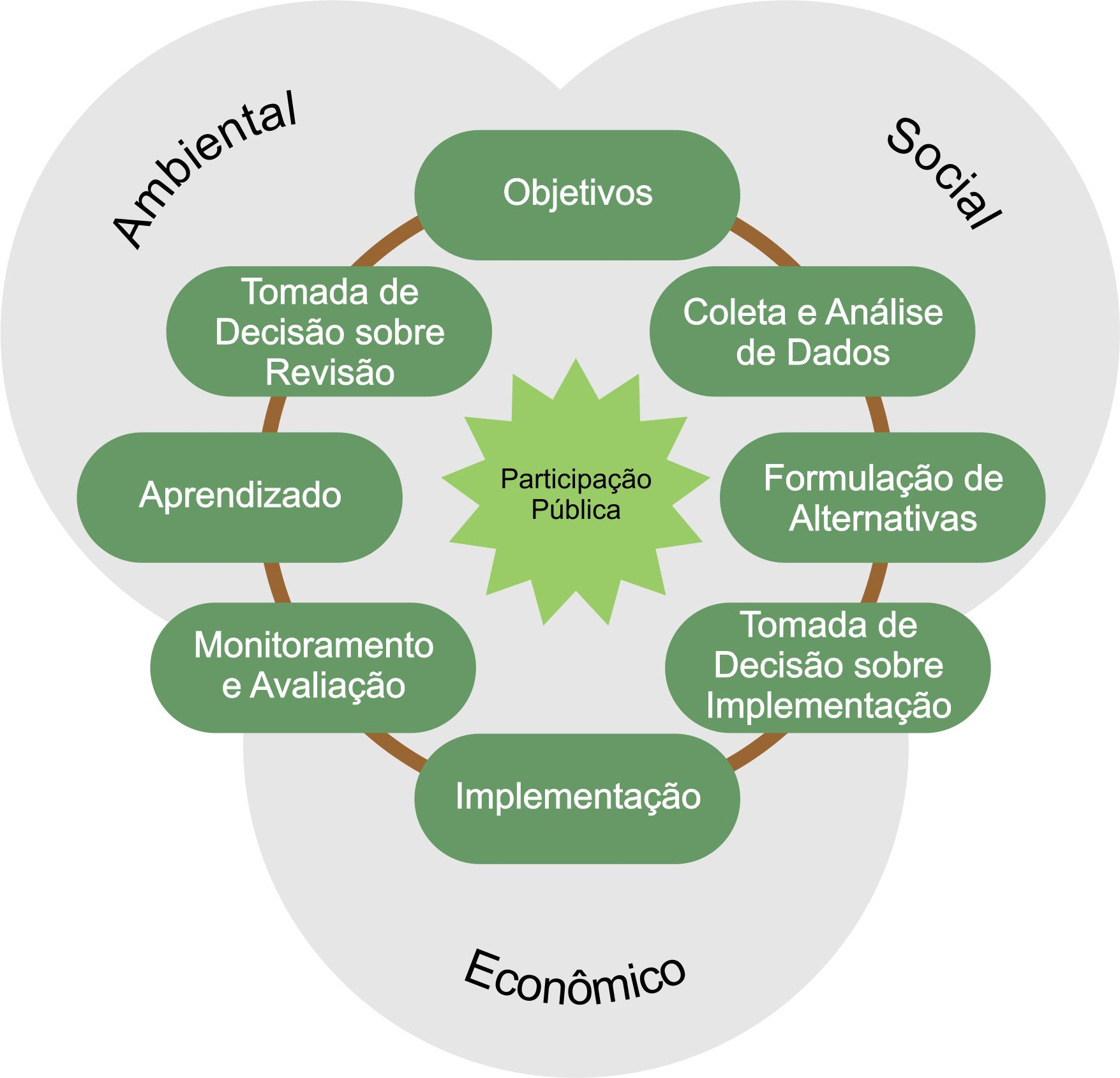
O processo de planejamento ambiental

## Instrumentos e tipos de Planejamento Ambiental
Sendo o conceito de meio ambiente tão amplo, não é de se admirar que o planejamento ambiental se manifeste em relação a um ou poucos aspectos ambientais. Uma empresa ou um governo que planeja aspectos específicos do meio ambiente (tais como recursos hídricos ou áreas protegidas) está praticando um "tipo" de planejamento ambiental ou, como prefere Santos  utilizando certos "instrumentos" de planejamento ambiental.
A escolha do tipo ou do instrumento de planejamento depende do contexto e dos objetivos almejados. Em qualquer caso, o planejador deve ter uma visão holística, mas sem perder o foco principal de ação.
Para categorizar os planejamentos são escolhidos adjetivos que melhor representam suas características. As categorias mais comuns, segundo a citada Santos, são abrangência espacial, abrangência operacional ou de acordo com a natureza dos objetivos. Aqueles que se enquadram na abrangência espacial referem-se a uma localidade (município, estado), uma área (bacia hidrográfica, A.P.A.) dando mais ênfase ao território. Os planejamentos de abrangência operacional relacionam-se a determinada atividade, específica ou não, dando mais destaque à ação que será realizada, independente do território. Tratando-se da natureza dos objetivos temos os que focam apenas os resultados, por exemplo: planejamento emergencial que visa combater situações de emergência, sem levar em consideração o local ou quaisquer atividades ali desenvolvidas.
Uma outra forma mais simplificada de classificação seria a divisão em duas categorias: planejamento ambiental e planejamento tradicional/tecnológico. O primeiro aborda as situações visando prever todos os possíveis cenários dentro de um contexto abrangente, priorizando os resultados finais esperados, focando a biosfera avaliando os efeitos de atividades desenvolvidas na mesma. O segundo tem uma visão menos compreensiva, buscando resultados mais imediatos e solução de problemas, amparado por metas, planos e regulamento e está mais direcionado à economia, infraestrutura, logística, etc.
Dentre os tipos ou instrumentos de planejamento ambiental mais praticados no Brasil, destacam-se o Zoneamento Territorial Ambiental, Planejamento Urbano Sustentável e Planejamento de Recursos Hídricos.

## Planejamento Ambiental no Brasil

### Zoneamento Ambiental
O Zoneamento Territorial Ambiental (ZTA) é um instrumento que visa conciliar o desenvolvimento econômico, ambiental e social de uma certa região do Estado sustentavelmente.
Zoneamento Territorial Ambiental (ZTA) é um instrumento de planejamento e gestão ambiental conforme a Política Nacional do Meio Ambiente (PNMA) Lei nº 6.938, de 31 de agosto de 1981. O objetivo do zoneamento é classificar e delimitar zonas territoriais no  âmbito local/municipal, regional, federal ou global. Aplica-se o zoneamento também a unidades de planejamento tais como bacias hidrográficas, setores industriais e unidades de conservação. Os software mais utilizados na construção de um ZTA são o ArcGis e o Spring, que auxiliam na construção de mapas de várias temáticas.
Um dos maiores desafios do zoneamento é a integração dos dados necessários para sua construção, bem como a questão da implementação/fiscalização.

### Classificação das zonas territoriais
Não existe uma padrão para a defição dos tipos de zoneamento, entretanto podemos perceber certas similaridades nas mais diversas abordagens. Alguns exemplos de zonas territoriais usadas são: zona de proteção ambiental, zona de adensamento, zona de recuperação, zonas de interesse econômico, zonas de interesse cultural, etc. O elaborador do zoneamento tem liberdade para escolher os tipos e termos que mais se adequem aos objetivos de seu projeto, levando em conta as características geológicas, hídricas, demográficas, pedológicas, sociais, climáticas, ocupacionais, hidrogeológicas e econômicas, dentre várias outras.

### Etapas de elaboração do Zoneamento
Para elaboração de um Zoneamento ambiental  é necessário seguir certas etapas, tais como levantamento de informações sobre a área, como fotos aéreas, mapas topográficos, geológicos, etc. Outras etapas incluem fotointerpretação do material obtido seguida de processamento digital de imagens e visitas de campo para reconhecimento e correção de possíveis erros.

### Planejamento Urbano Sustentável
O planejamento urbano sustentável deve ser entendido como um processo planejado de desenvolvimento urbano voltado para o desenvolvimento sustentável. No Brasil, o principal instrumento legal de promoção deste tipo de planejamento é o Estatuto da Cidade, Lei nº 10.257, de 10 de julho de 2001, o qual contempla uma visão sustentável do uso e manejo do solo, sua ocupação, infraestrutura básica de saneamento ambiental, criação e manutenção de unidades de preservação do meio ambiente, para que assim, possa ser garantido o direito de moradia de uma maneira socialmente justa, economicamente viável de forma tal a reduzir os impactos e danos ao meio ambiente.
O planejamento urbano está cada vez mais inserindo variáveis ambientais. No passado tais processos de planejamento privilegiavam questões sociais e econômicas. Hoje é crescente as criações de projetos de  habitações sustentáveis, captação de água de chuva para a irrigação, inserção de energia de fontes alternativas, consumo consciente, hortas comunitárias, usos de materiais recicláveis e etc, demonstrando essa tendência sustentável.
O Estudo de Impacto de Vizinhança (EIV) foi definido no Estatuto da Cidade (Lei nº10.257/2001) como um processo que avalia os impactos positivos e negativos causados por determinados empreendimentos ou atividades urbanas. Na maioria dos casos, o EIV analisa um único empreendimento ou atividade, entretanto, caso se faça necessário, ele poderá contemplar mais de um empreendimento.
Os municípios têm autonomia para determinar quais projetos ou entidades deverão realizar, ou ser analisadas por um EIV, com intuito de obterem licenças ou autorizações para construção, ampliação ou funcionamento.  Os estudos devem no mínimo contemplar o crescimento na concentração populacional, uso e ocupação do solo, especulação imobiliária, aumento no tráfego e na demanda por transporte público, entre outros previstos na lei. Além disso, os estudos podem embasar a elaboração de condicionantes ao empreendimento em processos de licenciamento e autorizações.
Vale ressaltar que a elaboração de um EIV não substitui um Estudo de Impacto Ambiental (EIA), quando este se fizer necessário.  Certos empreendimentos podem necessitar tanto do EIA, quanto do EIV.
O EIV, dentro do Planejamento Ambiental Urbano, se alinha com a ideia de promover uma cidade sustentável, uma vez que levará estes estudos consideram impactos ambientais, sociais e econômicos.

### Planos de Recursos Hídricos
A Lei 9.433/97 define planos de recursos hídricos como planos diretores que visam a fundamentar e orientar a implementação da Política Nacional de Recursos Hídricos e o gerenciamento dos recursos hídricos. Tais planos são de longo prazo, com horizonte de planejamento compatível com o período de implantação de seus programas e projetos. O artigo 7o desta lei também prevê que todo plano de recursos hídricos deve abranger um conteúdo mínimo:
I - diagnóstico da situação atual dos recursos hídricos;
II - análise de alternativas de crescimento demográfico, de evolução de atividades produtivas e de modificações dos padrões de ocupação do solo;
III - balanço entre disponibilidade e demandas futuras dos recursos hídricos, em quantidade e qualidade, com identificação de conflitos potenciais;
IV - metas de racionalização de uso, aumento da quantidade e melhoria da qualidade dos recursos hídricos disponíveis;
V - medidas a serem tomadas e programas a serem desenvolvidos e projetos a serem implantados, para o atendimento das metas previstas;
VIII - prioridades para outorga de direitos de uso de recursos hídricos;
IX - diretrizes e critérios para a cobrança pelo uso dos recursos hídricos;
X - propostas para a criação de áreas sujeitas a restrição de uso, com vistas à proteção dos recursos hídricos.
No Brasil, esse os Planos de Recursos Hídricos são geralmente elaborados nos âmbitos nacional, estadual, municipal e de bacias hidrográficas, sendo esta ultima preconizada pela lei 9.433/97, que estabelece a bacia hidrográfica como unidade de planejamento.
No caso do Plano Diretor de Recursos Hídricos da Bacia Hidrográfica do Rio das Velhas , o Plano implica, uma visão consensada de objetivos e metas que devem ser alcançadas ao longo do tempo, permitindo correções de rumo, prioridades, pois é um processo dinâmico, a ser atualizado a cada dois anos: 2006, 2008 e 2010. Outro aspecto importante é que o Plano democratiza o acesso às informações e dissemina, também, alternativas de ação no seio das comunidades, resultando em benefícios e desafios para todos os envolvidos nesse projeto de vida, especialmente para a sociedade local e para a biodiversidade que voltará a existir com excelência.
Dentre os mais relevantes Planos de Recurso Hídricos brasileiros, estão o Plano Nacional de Recursos Hídricos (PNRH) que se apresenta em quatro volumes. Suas etapas foram assim divididas na elaboração, aprovação e implementação. A grande dificuldade do PNRH está em sua implementação, tendo em vista a grande extensão territorial do Brasil e das peculiaridades de cada estado. A iniciativa do governo federal buscou: “a ratificação da dominialidade pública das águas; a prioridade para o consumo humano e para a dessedentação de animais em situações de escassez; os usos múltiplos das águas; seu valor econômico; a bacia hidrográfica como unidade territorial para implementação da política; a descentralização e a participação social no processo de gestão; a utilização integrada e sustentável da água; os conceitos de integração e articulação, tanto do ponto de vista dos processos socioambientais quanto políticos e institucionais”.
Diversos estados brasileiros têm regulação específica para o planejamento e controle do uso de recursos hídricos. Minas Gerais, por exemplo, promulgou a lei 13.199/99, que estabelece princípios básicos e diretrizes para o planejamento e o controle adequado do uso da água no Estado de Minas Gerais e define Planejamento de Recursos Hídricos como um instrumento descentralizado e participativo que serve de apoio e de orientação político-institucional. O referido plano é capaz de responder às demandas decorrentes das atribuições do Instituto Mineiro de Gestão das Águas (IGAM) e do Conselho Estadual de Recursos Hídricos (CERH), funcionando como peça de compatibilização, articulação e estruturação dos demais instrumentos de gestão. O Plano de Recursos Hídricos de Minas Gerais foi divido em duas etapas. Ao término da primeira etapa, o relatório apresentado não incluía alguns aspectos mínimos regulados no artigo 7º da lei 9.433/97. Tais lacunas deverão ser preenchidas quando da conclusão da segunda etapa do plano.